# Bouquelon
Bouquelon település Franciaországban, Eure megyében. Lakosainak száma 489 fő (2022. január 1.). Bouquelon Foulbec, Marais-Vernier és Le Perrey községekkel határos.

## Népesség
A település népességének változása:
| Lakosok száma | 258  | 225  | 284  | 368  | 431  | 466  | 512  | 523  | 526  | 489  |
|               | 1968 | 1982 | 1990 | 2006 | 2013 | 2015 | 2017 | 2019 | 2020 | 2022 |